# Йобст фон Лимбург-Щирум
Йобст фон Лимбург-Щирум (на нидерландски: Joost van Limburg Stirum, на немски: Jobst von Limburg-Styrum; * 19 април 1560, Боркуло, Гелдерланд; † 7 август 1621, кастел Вилденборх, Бронкхорст) е благородник от фамилията на графовете на Лимбург, чрез наследство граф на Бронкхорст, господар на Щирум, Боркуло и Лихтенвоорде, банерет на Гелдерн и Цутфен.

## Живот
Той е първородният син на граф Херман Георг фон Лимбург-Щирум (1540 – 1574) и съпругата му графиня Мария фон Хоя (1534 – 1612), дъщеря на граф Йобст II фон Хоя и Анна фон Глайхен.
През 1573 г. Йобст е паж на херцогския двор на Вилхелм фон Юлих-Клеве-Берг в Дюселдорф. През 1581 г. е в свитата на херцозите при тържественото започване на управлението на княжеския епископ Ернст Баварски като княжески епископ на Лиеж.

## Фамилия
Йобст се жени на 2 март 1591 г. в Детмолд за графиня Мария фон Холщайн-Шаумбург и Холщайн-Пинеберг (* 14 октомври 1559, † 13 октомври 1616), наследничка на господство Гемен, дъщеря на Ото IV фон Холщайн-Шаумбург и Елизабет Урсула фон Брауншвайг-Люнебург, дъщеря на херцог Ернст I фон Брауншвайг-Люнебург и на София фон Мекленбург-Шверин. Te имат децата:
- Херман Ото (* 3 септември 1592, † 17 октомври 1644)

∞ 22 март 1618 за Анна Магдалена, фрайин Шпиз фон Бюлесхайм цу Фрехен (1595 – 1659)
- Георг Ернст (* 29 август 1593, † 1 септември 1661)

∞ 24 май 1631 в Щайнфурт за Магдалена фон Бентхайм (1591 – 1649), дъщеря на граф Арнолд IV фон Бентхайм-Текленбург
∞ 13 януари 1656 графиня София Маргарета фон Насау-Зиген (1610 – 1665)
- Вилхелм Фридрих (* 31 август 1594, † 1 април 1635)
- Йохан Адолф (* 9 юли 1596, † 1615)
- Бернхард Албрехт (* 29 август 1597, † 9 октомври 1637), домхер в Страсбург, домкюстер в Кьолн

∞ 11 ноември 1626 за графиня Анна Мария ван Берг-Хееренберг (1605 – 1653)
- Елизабет Юлиана (* 28 октомври 1598, † 2 ноември 1641), каноник на Фреден, Елтен и Боргхорст, коадютрикс на леля си Агнес фон Лимбург-Щирум
- Анна София (* 21 март 1602, † 9 септември 1669), щифт-дама в Есен и пропстин в Релингхаузен

∞ 1623 Йохан фон Мориен и Нордкирхен (1597 – 1628)
∞ 1630 Йохан Мелхиор фон Домброик (1600 – 1658)
- Агнес Елизабет (* 18 март 1603, † 15 ноември 1641)